# Quincy-le-Vicomte
Quincy-le-Vicomte – miejscowość i gmina we Francji, w regionie Burgundia-Franche-Comté, w departamencie Côte-d’Or.
Według danych na rok 1990 gminę zamieszkiwały 172 osoby, a gęstość zaludnienia wynosiła 9 osób/km² (wśród 2044 gmin Burgundii Quincy-le-Vicomte plasuje się na 739. miejscu pod względem liczby ludności, natomiast pod względem powierzchni na miejscu 481.).